# جورج بيكر (نقابي)
جورج بيكر (بالإنجليزية: George Becker)‏ هو نقابي أمريكي، ولد في 20 أكتوبر 1928 في ماديسون في الولايات المتحدة، وتوفي في 3 فبراير 2007 في Gibsonia, Pennsylvania ‏ في الولايات المتحدة بسبب سرطان البروستاتا.